# Zolpidem
El zolpidem es un análogo de las benzodiazepinas pero no una benzodiazepina en sí, sino un fármaco hipnótico del grupo de los llamados fármacos Z, con una estructura imidazopiridínica que lo hace parecido a la de aquellas. Actúa sobre el mismo receptor de las benzodiazepinas y sobre el mismo centro activo del canal de cloro. A diferencia de estas, el zolpidem no tiene efectos a nivel medular, ya que no se une a los receptores allí ubicados. Zolpidem ha superado a las benzodiacepinas como somníferos recetados con mayor frecuencia.

## Mecanismo de acción
Zolpidem es un modulador positivo del receptor GABA-A, ejerce sus efectos para el tratamiento a corto plazo del insomnio al unirse al sitio de la benzodiacepina de la subunidad alfa-1 del complejo del receptor GABA-A, lo que aumenta la frecuencia del canal de cloruro. No muestra una afinidad de unión apreciable por los receptores dopaminérgicos D2, serotoninérgicos 5ht2, adrenérgicos, histaminérgicos o muscarínicos.

## Indicaciones
El zolpidem, como los otros análogos de las benzodiazepinas (zopiclona y zaleplon) no posee propiedades miorrelajantes y son utilizados fundamentalmente en trastornos del sueño. El sueño inducido por este fármaco es más profundo que el generado por las benzodiazepinas de acción corta o ultracorta (como el lormetazepam), ya que preserva mejor la estructura del sueño y sus fases REM y no REM. A pesar de ello, el sueño que genera no es del todo natural. Tampoco produce efecto rebote tras su utilización a corto plazo ni deja resaca farmacológica al día siguiente.

## Efectos adversos
El zolpidem presenta un potencial adictivo si se emplea prolongadamente; sobre todo, produce dependencia física, causada por la tolerancia del receptor a dicho fármaco. Al metabolizarse en el hígado, está estrictamente desaconsejado a enfermos de afecciones hepáticas. Los efectos gastrointestinales de las dosis terapéuticas de zolpidem incluyeron: náuseas, vomito y dolor abdominal. En algunos pacientes pueden desarrollar mareos, confusión, alteración de la coordinación, delirios o reacciones psicóticas, somnolencia diurna, dolor de cabeza y amnesia. Al margen de sus efectos directos, se ha usado como droga de abuso por sus efectos secundarios. En determinadas condiciones de consumo, y mezclado con otras sustancias, puede producir efectos paradójicos como euforia, alucinaciones, y amnesia.

## Nombres comerciales
- La denominación comercial para España es Stilnox, Dalparan o Zolpidem.

- En Estados Unidos se distribuye bajo la marca Ambien.

- En México se comercializa con las marcas Stilnox, del laboratorio Sanofi-Aventis; Nocte, de Armstrong; Nitelnoz, de Torrent Pharma; y Notix, de Psicofarma.

- En Chile se distribuye bajo varias marcas comerciales, pero la más conocida y vendida es Sucedal, de Laboratorio  Pharma Investi. Otras son: Adormix, de Laboratorio Sanofi-Aventis; Dormosol, de Laboratorio Raffoy; Uptoyou, del Laboratorio Pharmavita; y Somno, de Laboratorio Saval.[2]

- En Argentina se distribuye bajo las marcas Somit, de Laboratorio Gador; Ambien, de Laboratorio Sanofi-Aventis; y Nocte, de Laboratorio Bagó.
- En Colombia, este medicamento lo distribuyen varios laboratorios y se encuentra en las droguerías como: Dormeben, Dormirex, Insodem, Litramol, Zimor y Zolpidem. Este producto se vende bajo prescripción médica.[3]

### Intentos de suicidio con Ambien
- El actor australiano Heath Ledger (1979-2008) reconoció en una entrevista al New York Times[4] (un año antes de su muerte) que tomaba Ambien por problemas de insomnio. No obstante, este fármaco, en contra de lo que señalaron algunas fuentes,[1] no se encontraba entre el cóctel de seis sustancias que según la autopsia le habían causado la muerte.[5]

- En una entrevista en la cadena estadounidense CBS el 26 de octubre de 2011,[6] Ruth Madoff confesó que en la Nochevieja de 2008 ella y su marido, Bernard Madoff (1938-2021), acusado de fraude a gran escala,[7] habían intentado suicidarse tomando una dosis elevada de Ambien.[8]